# Abusir
Abusir (em árabe: ابوصير; em egípcio: pr wsjr, "Casa e Templo de Osíris"; em copta: ⲃⲟⲩⲥⲓⲣⲓ, transl. Busiri; em grego: Βούσιρις, transl. Boúsiris) é um sítio arqueológico do Egito - mais especificamente, uma extensa necrópole do período do Antigo Reino, juntamente com adições posteriores - nas redondezas da capital do país, Cairo. O nome também designa a aldeia vizinha, situada no vale do Nilo, de onde o sítio recebeu seu nome. Abusir localiza-se diversos quilômetros ao norte de Sacará e, como aquele sítio, serviu como um dos principais cemitérios para a elite da população que habitava a antiga capital, Mênfis. Diversas outras aldeias, tanto no norte quanto no sul do Egito, receberam o nome de Abusir ou Busiri.
Abusir é um segmento relativamente pequeno do extenso "campo de pirâmides", que se estende do norte de Guizé ao sul de Sacará; o local se destacou depois de se tornar foco de prestigiosos enterros da quinta dinastia (Antigo Reino). Como um cemitério de elite, Guizé havia sido "preenchida" com gigantescas pirâmides e outros monumentos da quarta dinastia, o que havia levado os faraós da dinastia seguinte a ter de procurar outros sítios para seus monumentos funerários.
Abusir foi também o palco da maior descoberta de papiros do Antigo Reino já descoberta até hoje, os chamados Papiros de Abusir. No fim do século XIX diversos museus do Ocidente adquiriram coleções de fragmentos de papiro dos registros administrativos de um dos cultos funerários da cidade, o do rei Neferirkare Kakai. Esta descoberta foi complementada no século XX, quando as escavações feitas por uma expedição Tcheca no sítio descobriram papiros de dois outros complexos cultuais, o do faraó Neferefré (também Raneferefé) e da mãe do rei, Quentecaus II.
Existem diversas catacumbas próximas à antiga cidade de Busíris. Ao sul de Busíris, um grande cemitério parece ter se estendido por toda a planície. A Busíris heptanômica era, na realidade, um vilarejo situado numa das extremidades da grande necrópole de Mênfis.

## Necrópole

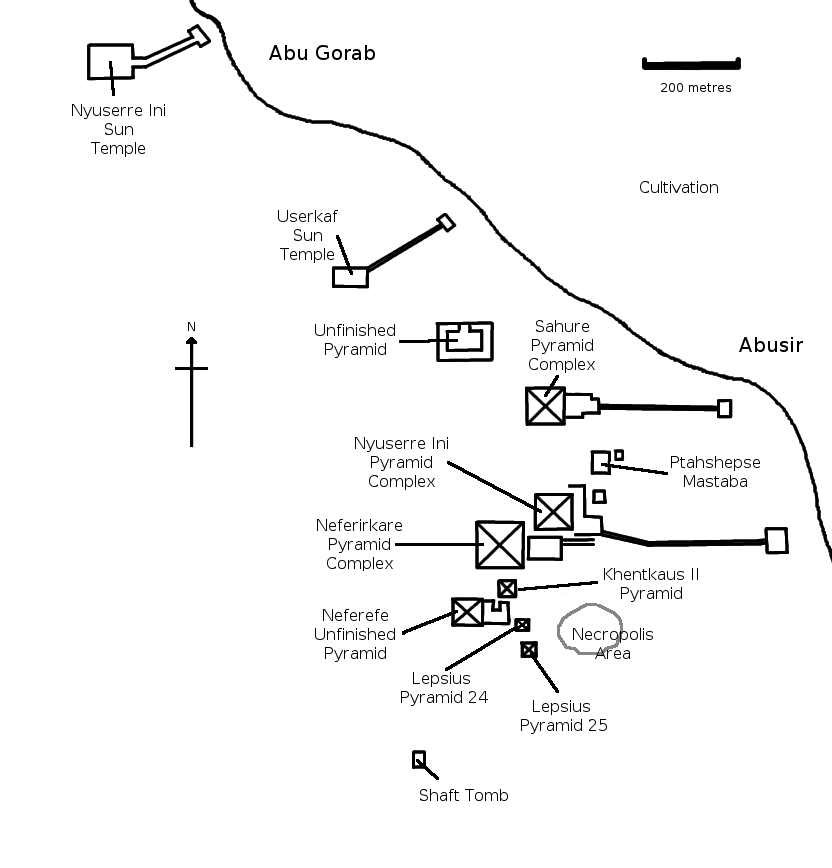
Necrópole de Abusir

Existe um total de 14 pirâmides no sítio, que serviram como a principal necrópole real durante a quinta dinastia. A qualidade da construção das pirâmides de Abusir é inferior às da quarta dinastia, o que talvez indique uma diminuição do poder real, ou uma economia menos vibrante; são menores que suas antecessoras, e construídas com pedra local, de menor qualidade.
As três principais pirâmides pertencem aos faraós Niusseré Ini (a mais intacta delas), Neferircaré e Sefrés. O sítio também abriga a pirâmide incompleta de Neferefré. Todas as pirâmides de Abusir foram construídas como pirâmides em degrau, embora a maior delas - a pirâmide de Neferirkare - tenha sido originalmente construída como uma pirâmide em degrau de cerca de 70 metros de altura, e foi transformada posteriormente numa pirâmide "verdadeira" quando seus degraus foram preenchidos com pedras.